# Herbst (Manet)

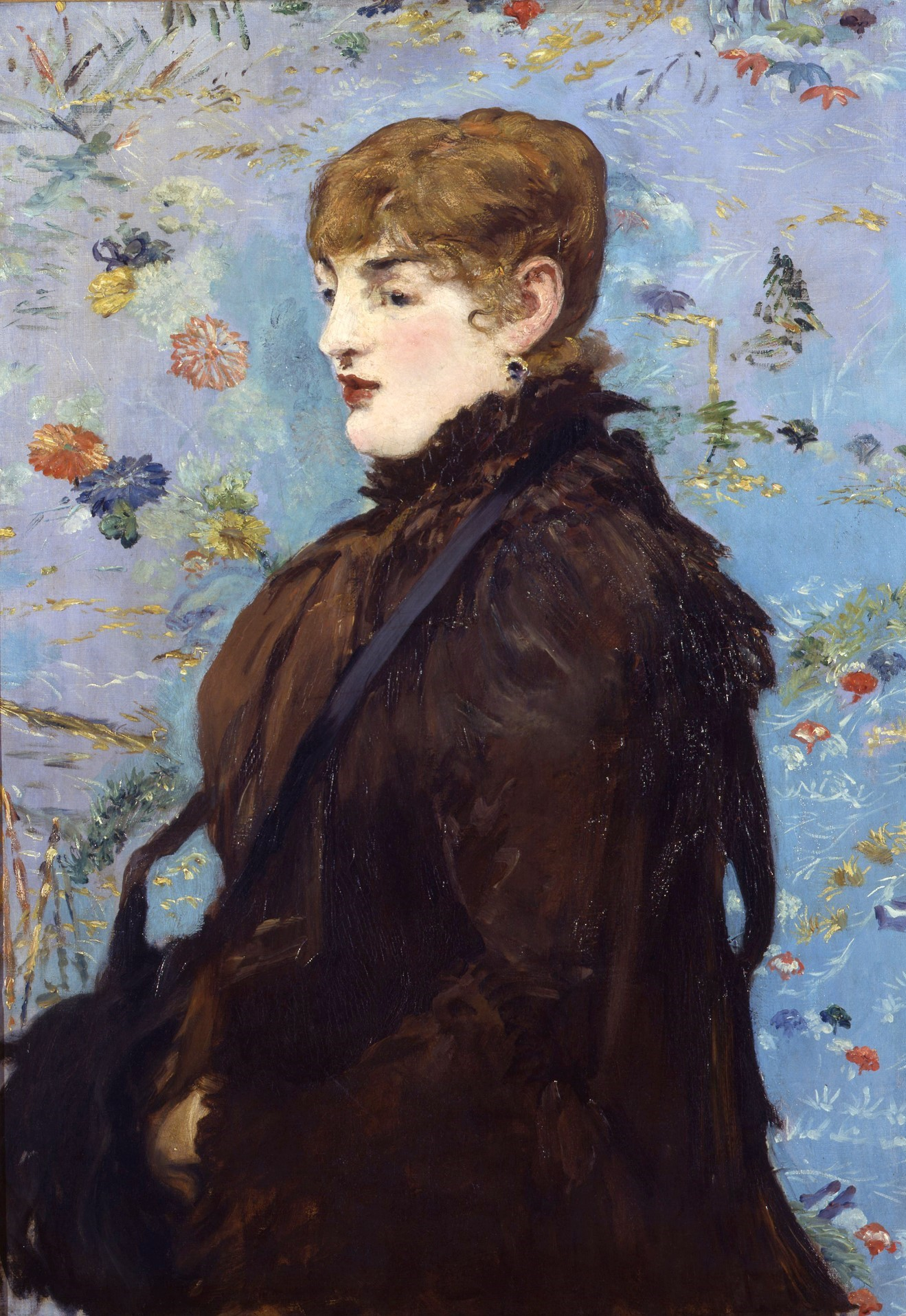
Herbst
Édouard Manet, 1881
73 × 51 cm
Öl auf Leinwand
Musée des Beaux-Arts de Nancy

Herbst (französisch L’Automne) ist ein Gemälde des französischen Malers Édouard Manet. Das 1881 in Öl auf Leinwand gemalte Werk hat eine Höhe von 73 cm und eine Breite von 51 cm. Es zeigt die Schauspielerin und Kurtisane Méry Laurent in einer dunklen Pelzjacke vor einem mit Blüten verzierten blauen Grund. Das Bild ist Teil einer geplanten Reihe, bei der die vier Jahreszeiten durch Frauen dargestellt werden sollten. Hiervon kamen jedoch nur die Motive Frühling und Herbst zur Ausführung. Das Gemälde Herbst gehört zur Sammlung des Musée des Beaux-Arts de Nancy.

## Bildbeschreibung
Das Gemälde zeigt eine Frau als Halbfigur in Seitenansicht. Dargestellt ist die mit Manet befreundete Méry Laurent, die in diesem Bild als Herbst figuriert. Ihr Gesicht weist zum linken Bildrand. Der Teint changiert von Weiß im Bereich der Nase bis zu Rosatönen am Kinn und auf der Wange. Die geschlossenen Lippen sind in einem leuchtenden Korallenrot hervorgehoben. Ihre dunklen Augen blicken zur linken Bildseite. Méry Laurent trägt keine Kopfbedeckung. Das leicht gewellte blonde Haar reicht vorn über die Stirn bis zu den dunklen Augenbrauen und hinten bis in den Nackenbereich. Das Ohr ist vom Haar unbedeckt. Ein am Ohr befindlicher Anhänger mit einem in Gold gefassten blauen Edelstein ist das einzige Schmuckstück der Porträtierten. Für die Kunsthistorikerin Françoise Cachin hat Méry Laurent in diesem Bild ein „ländlich frisches Gesicht“, während der Schriftsteller Robert de Montesquiou notierte, sie trage „das Lächeln eines einst prämierten Babys“ zur Schau.
Méry Laurent trägt eine mit Pelz besetzte dunkelbraune Jacke (Pelisse). Françoise Cachin vermutet, es könnte sich hierbei möglicherweise um Affenpelz handeln. Méry Laurent hatte diese Jacke extra für diese Porträtsitzung im Modehaus von Charles Frederick Worth erworben, wie Manets Freund Antonin Proust in seiner Biografie über den Maler berichtet. Er führt weiter aus, diese Jacke sei mit einem altgoldenen Futter versehen. Dieses Innenfutter ist jedoch im Bild nicht zu sehen, da Méry Laurent die Jacke geschlossen trägt. Ein Stehkragen reicht bis unter das Kinn, sodass der Hals vollständig verhüllt ist. Die voluminöse Jacke verleiht der Dargestellten insgesamt eine eher üppige Silhouette. Vor dem Bauch hat Méry Laurent die Hände in einen schwarzen Muff gesteckt, der an einem langen Band um den Hals hängt. Der Muff und die mit Pelz besetzte Jacke sind die einzigen Indizien für eine kühlere Jahreszeit und das im Bildtitel angedeutete Thema Herbst.
Der Porträtierte sitzt vor einem hellblauen Hintergrund mit Blütendekor. Neben einzelnen Stängeln und Blättern sind die Blüten von Chrysanthemen zu erkennen. Bei diesem gemusterten Hintergrund, der wie eine Tapete oder ein Wandschirm wirkt, handelte es sich um einen japanischen Kimono, den sich Manet bei Antonin Proust ausgeliehen hatte. Kunsthistoriker wie John Rewald oder Françoise Cachin sehen als Vorbild für diese weiblichen Figur im Halbprofil vor geblümtem Hintergrund das Porträt einer Prinzessin aus dem Hause Este von Antonio Pisanello, das Manet von seinen zahlreichen Besuchen im Louvre sicher kannte. Das Gemälde Herbst ist nicht signiert oder datiert. Bei Manet ist dies meist ein Zeichen dafür, dass er das Bild als nicht vollendet betrachtet hat. Es gibt im Bereich des Hintergrundes vor dem Kinn eine deutlich sichtbare Übermalung. Hier befanden sich zunächst einige Blüten, die später mit blauer Farbe überdeckt wurden. Françoise Cachin vermutete zwar, Manet habe diese Übermalung selbst vorgenommen, aber der Kunsthistoriker Mikael Wivel hat anhand einer Fotografie des Gemäldes, die nach Manets Tod entstand, nachgewiesen, dass die Überarbeitung von fremder Hand stammt. Zudem ist aus den Aufzeichnungen von Manets Patenkind Léon Leenhoff zu erfahren, das Bild sei „von dem Maler bei Kievert“ zu Ende ausgeführt worden. Der Restaurationsbetrieb Kievert führte diese Überarbeitungen – neben den übermalten Blüten auch der Bereich der Hände und des Muffs – in Vorbereitung für die Ausstellung in der École Nationale des Beaux-Arts im Jahr 1884 aus.

## Manets Bildnisse der Méry Laurent
Die im Gemälde dargestellte Méry Laurent war zur Zeit der Entstehung des Bildes etwa 32 Jahre alt. Sie trat, meist in Nebenrollen, auf verschiedenen Pariser Theaterbühnen auf und war – mehr oder weniger bekleidet – in Unterhaltungsrevuen zu sehen. Bekannt geworden ist sie aber vor allem als erfolgreiche Kurtisane, die mehrere Beziehungen zu wohlhabenden Männern hatte. Zu ihren Gönnern, die bereitwillig ihren kostspieligen Lebensunterhalt finanzierten, gehörte Dr. Thomas Evans, Zahnarzt von Napoléon III. und seiner Familie. Daneben unterhielt sie Liebschaften mit anderen Persönlichkeiten und zu ihrem Bekanntenkreis gehörten Dichter, Komponisten und Maler. Édouard Manet lernte sie 1876 kennen. Die Art ihrer Beziehung ist nicht eindeutig geklärt. Möglicherweise war sie seine Geliebte, ganz sicher war sie seine Vertraute und Freundin. Davon zeugen eine Reihe von zärtlichen Briefen, die Manet an Méry Laurent gerichtet hat. Darüber hinaus vermittelte sie gelegentlich den Verkauf von Bildern Manets an ihre Bekannten und trug selbst eine kleine Sammlung seiner Bilder zusammen.
Die Kunsthistorikerin Françoise Cachin vermutet, Méry Laurent habe Manet erstmals 1878–1879 für vier Pastellbilder von Frauen bei der Toilette Modell gestanden. Hierzu gehören Frau mit Strumpfband (Ordrupgaard, Charlottenlund), Frau in der Badewanne (Musée d’Orsay, Paris), Das Badebecken (Privatsammlung) und Die Toilette (Stiftung Sammlung E. G. Bührle, Zürich). Cachin bezieht sich bei der Identifizierung der Frauen bei der Toilette auf ein Gedicht von Henri de Régnier, der mit Méry Laurent befreundet war. Das Gedicht verfasste de Régnier anlässlich einer Manet-Ausstellung Ende des 19. Jahrhunderts und ging hierin auf zwei Bilder Manets ein, die Méry Laurent zeigten. Zum einen war in der Ausstellung Frau mit Pelz zu sehen, für das eindeutig Méry Laurent Modell saß, das andere Bild wird mit baigneuse nue (badende Nackte) betitelt, wobei es sich mutmaßlich um Frau in der Badewanne handelt. Diese Reihe mit mehreren Aktbildern könnte ein Hinweis auf eine intime Beziehung zwischen Manet und Méry Laurent sein. Andererseits war es für einen Maler nicht ungewöhnlich, Aktbilder zu malen und Méry Laurent war zuvor bereits halbnackt auf der Bühne zu sehen.
Auf Anregung seines Freundes Antonin Proust begann Manet 1881 einen Zyklus, bei dem schöne Frauen die vier Jahreszeiten darstellen sollten. Er begann mit dem Gemälde Der Frühling, für das die spätere Schauspielerin Jeanne Demarsy Porträt saß. Manet stellte das Werk erfolgreich im Salon de Paris 1882 aus. Als nächstes Bild dieser Reihe nahm Manet das Herbstmotiv mit Méry Laurent als Modell in Angriff. Es ist nicht geklärt, ob er das Gemälde Herbst 1881, also noch im selben Jahr wie Der Frühling, begonnen hat. Möglicherweise ermunterte ihn der Erfolg von Der Frühling im Salon von 1882 dazu, die Jahreszeitenfolge mit dem Bild Herbst fortzusetzen. Manet hat die Bilderreihe mit den vier Jahreszeiten nicht zu Ende geführt. Von seinem Patenkind Léon Leenhoff ist überliefert, für den Sommer sollte erneut Jeanne Demarsy Modell stehen und für das Wintermotiv habe Manet wiederum Méry Laurent verpflichten wollen. Die Kunsthistorikerin Anne Coffin Hanson hat hingen die These aufgestellt, Manet habe als Sommermotiv das 1882 begonnene Gemälde Amazone, blauer Grund (Museo Thyssen-Bornemisza, Madrid) vorgesehen. Für dieses ebenfalls unvollendete Bild stand jedoch nicht Jeanne Demarsy, sondern Henriette Chabot Modell. Manet konnte sich bei den Jahreszeitenbildern auf eine lange kunstgeschichtliche Tradition berufen. Bereit in der hellenistischen und römischen Kunst gab es durch weiblichen Figuren personifizierte Darstellungen der vier Jahreszeiten. Wenige Jahre vor Manet schuf der Maler Alfred Stevens einen solchen Jahreszeitenzyklus. In seinem Bild Herbst (Sterling and Francine Clark Art Institute, Williamstown) von 1877 porträtierte Stevens eine Frau als Ganzfigur in der Umgebung eines Gartens. Das von der Bäumen heruntergefallene Laub zeigt bei Stevens – anders als bei Manet in seinem Bild Herbst – deutlich die Jahreszeit an. Manet ging es aber weniger darum, die von ihm porträtierten Frauen als Allegorien darzustellen, sondern die typische Pariserin im Bild festzuhalten – attraktive junge Frauen in modischer Kleidung, wie sie der Flaneur bei seinen Spaziergängen in den Straßen von Paris oder im Jardin des Tuileries beobachten konnte.
Um das Jahr 1882 schuf Manet darüber hinaus eine Reihe von Pastellbildern, die Méry Laurent porträtierten. Eine genaue zeitliche Einordnung dieser Bilder ist nicht möglich. Sie können bereits vor dem Gemälde Herbst entstanden sein, möglicherweise arbeitete er auch parallel am Gemälde und den Pastellen oder schuf die Pastelle erst, nachdem er mit der Arbeit am Herbst aufgehört hatte. Der Pastelltechnik wandte sich Manet vor allem in seinen letzten Lebensjahren zu. Er war bereits schwer erkrankt und es fiel ihm schwer, längere Zeit an der Staffelei zu stehen. Pastellbilder hatten gegenüber der Ölmalerei den Vorteil, dass sie schnell zu bearbeiten waren. Die meisten dieser Bilder entstanden vermutlich innerhalb weniger Stunden an einem Tag, während Manet für seine Ölgemälde mehrere Sitzungen benötigte und sich die Arbeit über mehrere Tage oder Wochen hinzog. Zu der Reihe der Pastellbilder, für die Méry Laurent Modell stand, gehören Méry Laurent mit dem Kopf in die Hände gestützt (Privatsammlung), Méry Laurent mit Hündchen (Puschkin-Museum, Moskau), Méry Laurent mit Schleier (Privatsammlung), Méry Laurent mit schwarzem Hut (Musée des Beaux-Arts, Dijon), Frau mit Pelz (Privatsammlung), Méry Laurent mit kleinem Hut (Sterling and Francine Clark Art Institute, Williamstown), Méry Laurent mit blumengeschmücktem Hut (Hiroshima Museum of Art) und Méry Laurent im Profil (Artizon Museum, Tokio). Françoise Cachin merkt zu diesen Bildern an, Manet hatte „sein Vergnügen daran, das ein wenig auffällige Raffinement von Mérys Kleidern zu unterstreichen“. Abgesehen vom Bild Méry Laurent im Profil, sind alle Porträts der Méry Laurent wie das Gemälde Herbst als Brustbild ausgeführt – in keinem der Bildnisse ist sie als Ganzfigur zu sehen. Im Bild Frau mit Pelz ist sie zwar in winterlicher Kleidung zu sehen, aber es gibt keinen Beleg dafür, dass dieses Bild als Fortsetzung oder Vorbereitung zur Vollendung des Jahreszeitenzyklus gedacht war. 

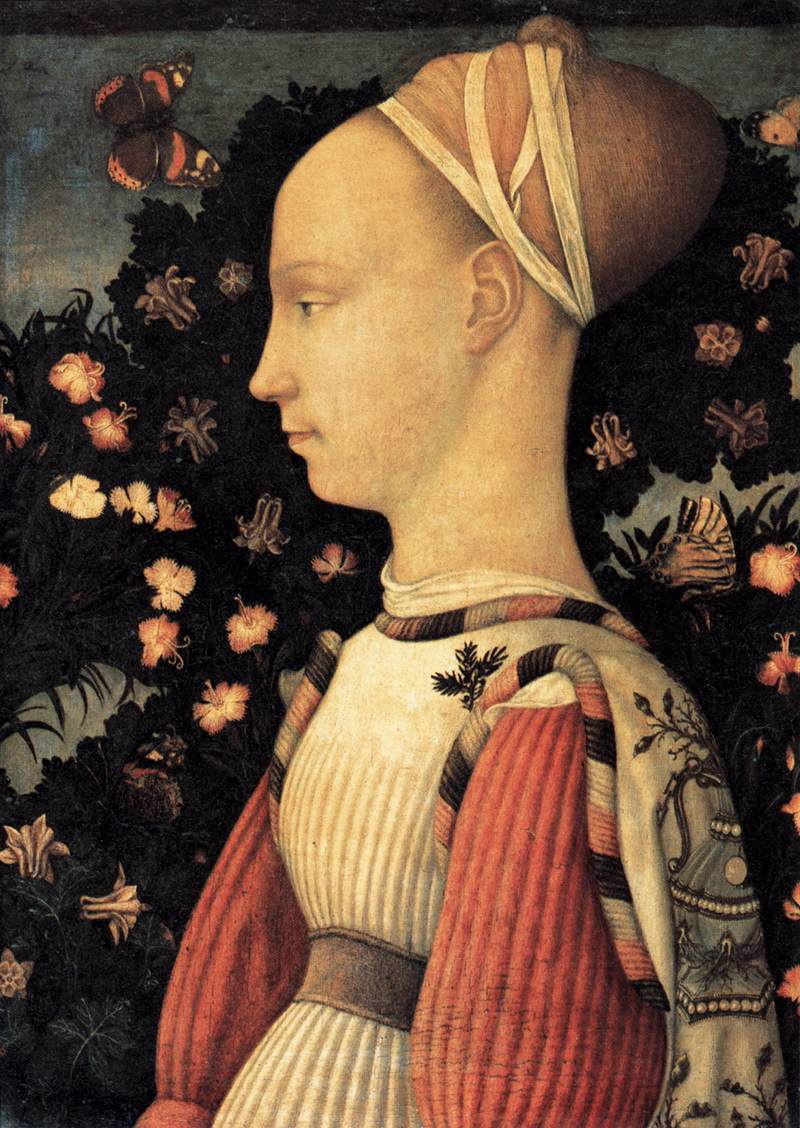
Antonio Pisanello: Porträt einer Prinzessin aus dem Hause Este, um 1436–38, Louvre, Paris
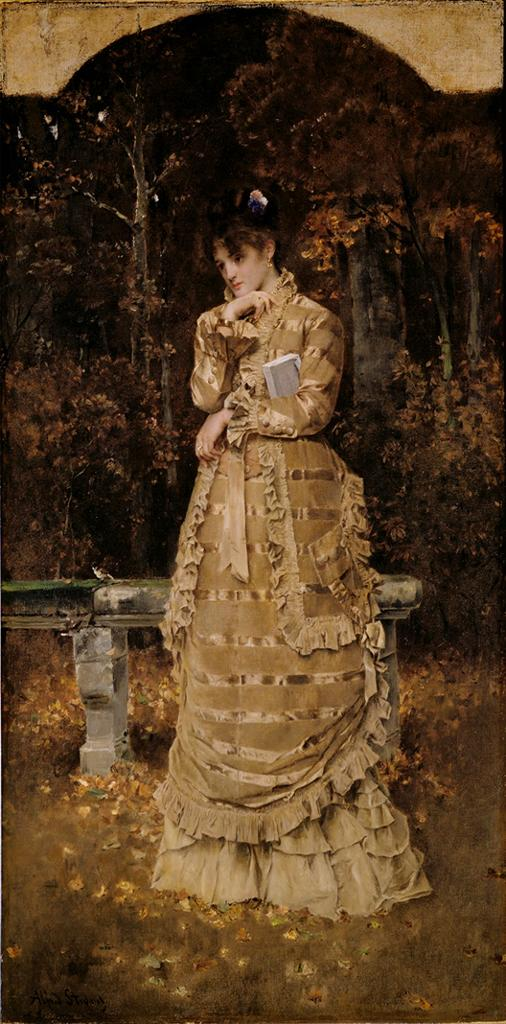
Alfred Stevens: Herbst, 1877, Sterling and Francine Clark Art Institute, Williamstown
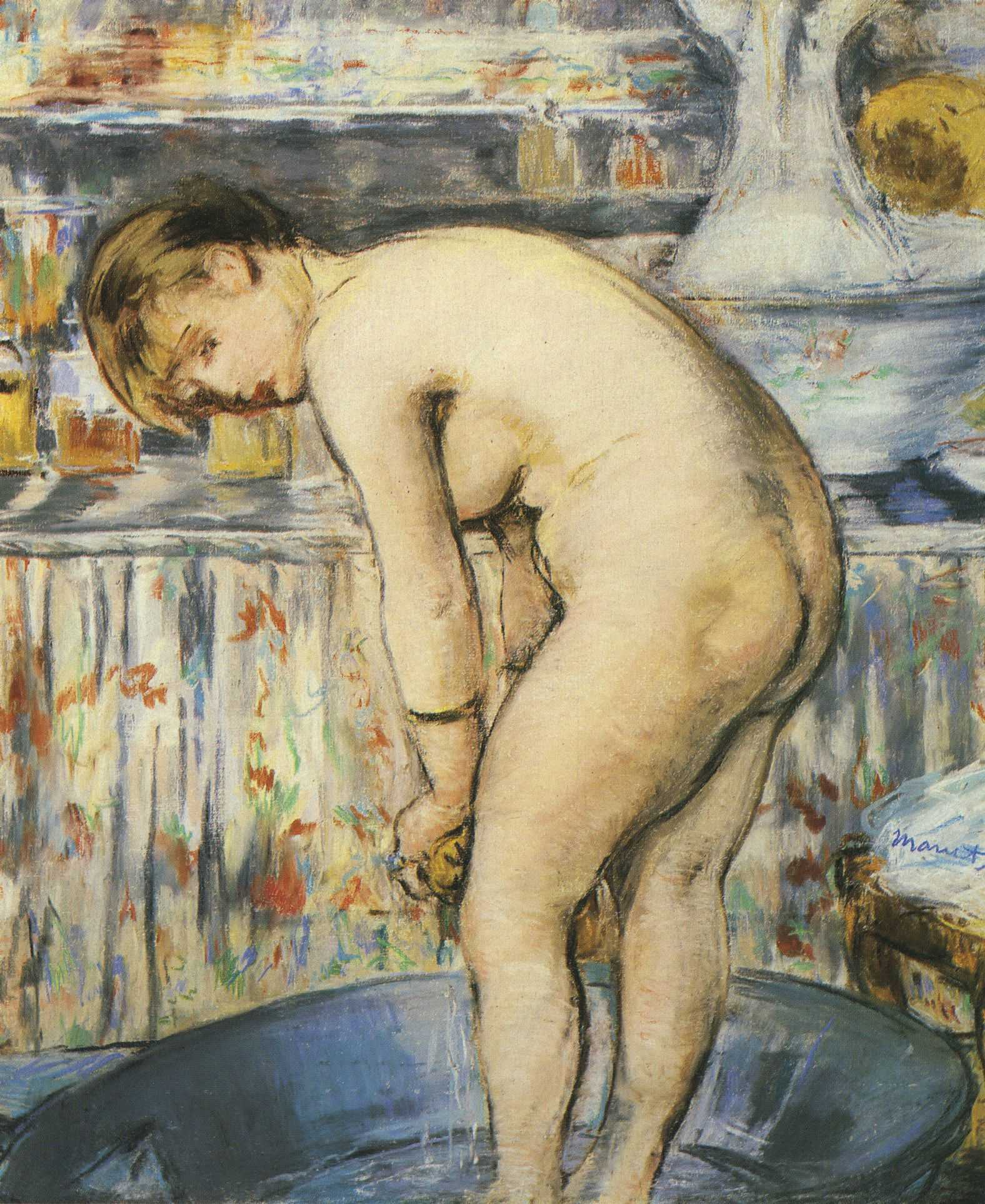
Édouard Manet: Frau in der Badewanne, um 1878–1879, Musée d’Orsay, Paris
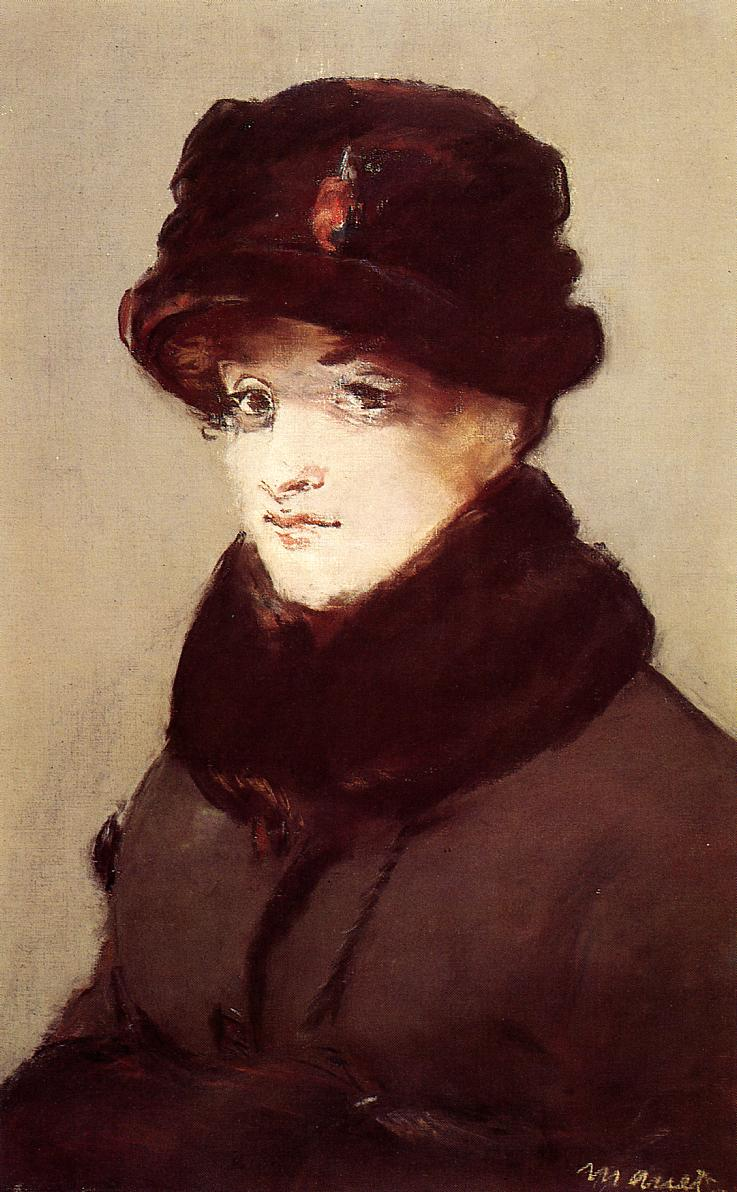
Édouard Manet: Frau mit Pelz, um 1882, Privatsammlung
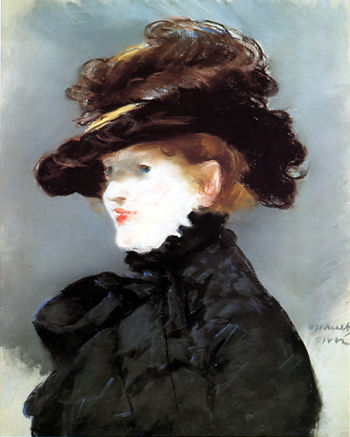
Édouard Manet: Méry Laurent mit schwarzem Hut, um 1882, Musée des Beaux-Arts, Dijon

## Provenienz
Das Gemälde befand sich bis zum Tod von Manet 1883 im Besitz des Künstlers. Es wurde erstmals im Januar 1884 öffentlich ausgestellt, als in der École Nationale des Beaux-Arts eine Gedächtnisausstellung zu Ehren Manets zu sehen war. Das Bild kam anschließend mit dem Nachlass Manets am 2. und 3. Februar im Auktionshaus Hôtel Drouot zur Versteigerung. Das Bild mit der Losnummer 21 wechselte für 1.550 Franc den Besitzer. Als Käufer für das Gemälde trat der Kunsthändler Jacob in Erscheinung. Es ist nicht ganz klar in welchem Auftrag er handelte. Möglicherweise kaufte er im Auftrag des Opernsängers Jean-Baptiste Faure, wie Léon Leenhoff behauptete. Er könnte das Bild Méry Laurent später geschenkt oder verkauft haben. Es ist aber auch möglich, dass Méry Laurent selbst Jacob mit dem Kauf des Bildes beauftragte. Sie behielt das Bild bis zu ihrem Tod im Jahr 1900 und vermachte es dem Musée des Beaux-Arts in ihrer Heimatstadt Nancy. Es war das erste Bild Manets, dass in die Sammlung eines französischen Provinzmuseums gelangte. Die Société Artistiques de l’Est bezeichnete das Gemälde anlässlich der Schenkung an das Museum als „Hauptwerk des impressionistischen Meisters“, welches ein „Meilenstein in der Geschichte der Kunst des 19. Jahrhunderts“ sei.